# Tatyana Yurchenko
Tatyana Yurchenko (née le 24 mai 1993) est une athlète kazakhe, spécialiste du 800 mètres. 

## Biographie

### Palmarès
| Date | Compétition                  | Lieu     | Résultat | Épreuve   | Performance   |
| ---- | ---------------------------- | -------- | -------- | --------- | ------------- |
| 2012 | Championnats d'Asie juniors  | Colombo  | 3e       | 800 m     | 2 min 09 s 60 |
| 2012 | Championnats d'Asie juniors  | Colombo  | 1re      | 4 × 400 m | 3 min 43 s 49 |
| 2014 | Championnats d'Asie en salle | Hangzhou | 1re      | 800 m     | 2 min 14 s 20 |
| 2014 | Championnats d'Asie en salle | Hangzhou | 1re      | 4 × 400 m | 3 min 42 s 45 |

### Records
| Épreuve    | Épreuve      | Performance   | Lieu     | Date            |
| ---------- | ------------ | ------------- | -------- | --------------- |
| 800 mètres | En plein air | 2 min 08 s 90 | Almaty   | 15 mai 2012     |
| 800 mètres | En salle     | 2 min 14 s 20 | Hangzhou | 16 février 2014 |